# Абу Али Балами
Абу́ Али́ Муха́ммад ибн Муха́ммад Балами́ (перс. ابو علی محمد بن محمد بن عبدالله البلعمی‎), известный как Амира́к Балами́ (перс. امیرک بلعمی‎; по Макдиси) или Балами́-и Куча́к (перс. بلعمی کوچک‎; «Балами-младший») — историк, учёный X века, государственный деятель государства Саманидов. из семьи Балами. Автор «Тарих-наме».

## Биография
Сын Абуль-Фадля Балами, визиря саманидского правителя Насра II (914—943).
К концу царствования саманида Абд аль-Малика I (954—961) был назначен визирем и занимал тот же пост при следующем правителе, Мансуре I ибн Нухе (961—976). Его назначение последовало под влиянием хаджиба Алп-тегина. По соглашению между Алп-тегином и Бал’ами каждый из них должен был считать себя заместителем (наибом) другого. Балами в тот период не делал ничего, не посоветовавшись с Алп-тегином. После вступления на престол Мансура он, по-видимому, отрёкся от Алп-тегина, так как после падения последнего сумел сохранить свою должность. По словам Макдиси, он сначала был смещён, а потом снова назначен визирем.
В 963 году им была написана персидская обработка всемирной истории Мухаммада ат-Табари — древнейший исторический труд на новоперсидском языке. Согласно Гардизи, он умер в месяце джумада II 363 года хиджры (27 февраля — 27 марта 974 года), будучи визирем. Однако, по словам Утби, он ещё при Нухе II (976—997) в 992 году был снова назначен визирем. В том же году он ушёл в отставку, так как не чувствовал себя в силах справиться с трудными обстоятельствами — Саманиды в то время подвергались опасности со стороны караханидских князей-илеков, во власти которых находилась даже столица Бухара. Дату его смерти Утби не сообщает.